# NGC 2393
NGC 2393 è una galassia a spirale situata nella costellazione dei Gemelli, a una distanza di circa 242 milioni di anni luce dalla nostra Via Lattea.

## Scoperta
La galassia è stata scoperta il 7 febbraio 1885 dall'astronomo francese Édouard Stephan.

## Descrizione
NGC 2393 ha una classe di luminosità III e presenta una larga riga a 21 cm dell'idrogeno neutro.